# Пепито дезен
Пепито дезен (или пепита дезен) двобојни је текстилни узорак који се одликује наизменично поређаним апстрактним четворокраким облицима изломљених линија. Класични је пример поступка теселације и један од дезена који никада не излазе из моде. Пепито тканине се углавном раде у комбинацији црно-бело и имају класичан препознатљив дезен, међутим данас се појављују у различитим комбинацијама боја.

## Етимологија
Назив дезена потиче од  уметничког имена шпанске плесачице из доба бидермајера  Пепите де Олива Лито (Pepita de Oliva Litho). Она је своју славу стекла на немачким дворовима и прославила овај дезен, који је по њој назван. Реч се из немачког говорног подручја проширила и на наше, преко текстилне индустрије.
Енглески назив за пепито дезен је Houndstooth („псећи зуби”) и први пут је као такав забележен 1936 године. Ситнији узорак понекад се назива и puppytooth („штенећи зуби”).

## Историја
Пепито дезен је један од најстаријих дезена. Користио се при изради вунених пастирских огртача. Најстарија позната тканина са пепито дезеном је такозвани „Герум огртач”, одевни предмет откривен у једном тресетишту у Шведској, а за који се претпоставља да је израђен између 360. и 100. године пре нове ере. Претпоставља се да је савремени пепито дезен настао у Шкотској, као један од дезена приликом ткања твида.
Једна од првих модних кућа која је промовисала пепито дезен била је њујоршка модна кућа Де Пина (De Pinna), произвођач врхунских мушких и женских вунених тканина, основана 1885. Тридесетих година 20. века пепито дезен постаје симбол богатства и стила, јер су га носили припадници енглеске аростократије. Осим пепито дезена Де Пина је у своју понуду укључила каро дезен и шкотски тартан, као део колекције пролећних одела за 1933. годину. Крајем педесетих Кристијан Диор дизајнира колекцију у којој користи пепито тканине и она врло брзо постаје распрострањена у свету модног дизајна.
Пепито дезен су, између осталих, носиле Одри Хепберн и Брижит Бардо, јер одлично истиче женске облине.

### Пепито у савременој култури
На модној сцени пепито дезен био је популаран педесетих и шездесетих година 20. века, а данас је поново у тренду захваљујући креацијама модних дизајнера и брендова какви су Долче & Габана, Алтузара, Кло, Диана фон Фирстенберг, Оскар де ла Рента, Мајкл Корс и други. 
У колекцији енглеског модног креатора Александра Меквина за јесен 2009. истицао се крупни пепито дезен, под називом Рог изобиља. Модели су рађени по узору на одела од твида са потписом Кристијана Диора.
Пепито дезен, посебно црно-бели регионално се повезује са Универзитетом у Алабами и тамошњим чувеним шеширима са пепито узорком, који се везују за дугогодишњег фудбалског тренера Пола Брајанта. Универзитет је покушао заштити пепито узорак као свој заштитни знак, посебно када се користи заједно са другим симболима школе и њеног фудбалског тима, али у томе нису успели.
Године 1981. популарна музичка група Зана објавила је на албуму „Мој деда” песму „Пепито панталоне”, у извођењу певачице Зане Нимани.

## Употреба пепито дезена у модном дизајну
Савремени модни дизајнери модификују пепито дезен према својим потребама и идејама, мењајући боје или пропорције дезена, на који начин добијају нове облике, који се могу и штампати на различитим материјалима. Модификацијим и експериментисањем, поигравањем са величинама, размерама, новим комбинацијама боја или чак употребом неочекиваних текстурираних материјала постигжу се нове креације.
Пепито дезен може да се носи у свакој прилици, зависно од тога како се комбинује са гардеробом. Дезен је романтичан, носталгичан и елегантан, па је идеалан како за одела, тако и за хаљине, блузе, ешарпе, ташне, панталоне, ципеле... Женама ситне грађе боље стоје дезени са ситнијим коцкицеама, док оне велике одговарају високим женама бујних облина.
- Модификовани пепито дезен на женској сукњи
- Сиво-црвени крупни пепито на женској хаљини
- Пепито на заштитној маски за лице, упареној са сукњом
- Кубански писац Рафаел Гриљо (Rafael Grillo) са пепито качкетом

- Детаљ класичног вуненог пепито одела
- црвено-бели штампани пепито
- Пепито дезен на плетеном узорку
- Пепито шема за машину за плетење

## Израда пепито дезена
Традиционална израда тканине са пепито дезеном прави се наизменичним ткањем  четири тамне и четири светле нити у основи и потки, према шеми 2:2, односно две нити преко - две испод основе, напредујући по једну нит у сваком пролазу.
Данас се овај дезен користи и у изради тканина од других материјала осим вуне, али и у плетењу, штампаним принтовима на различитим материјалима и другим.